# Ngối Cáy
Ngối Cáy là một xã thuộc huyện Mường Ảng, tỉnh Điện Biên, Việt Nam.

## Địa lý
Xã Ngối Cáy nằm ở phía bắc của huyện Mường Ảng, có vị trí địa lý:
- Phía đông giáp xã Ẳng Tở
- Phía tây giáp xã Mường Đăng
- Phía nam giáp các xã Ẳng Nưa, Ẳng Tở và Mường Đăng
- Phía bắc giáp huyện Tuần Giáo.

Xã Ngối Cáy có diện tích 48,14 km², dân số năm 2022 là 3.318 người,  mật độ dân số đạt 68 người/km².

## Hành chính
Xã Ngối Cáy được chia thành 8 bản.

## Lịch sử
Ngày 14 tháng 11 năm 2006, Chính phủ ban hành Nghị định số 135/2006/NĐ-CP về việc:
- Thành lập xã Ngối Cáy thuộc huyện Tuần Giáo trên cơ sở điều chỉnh 5.237,22 ha diện tích tự nhiên và 2.585 nhân khẩu của xã Mường Đăng.
- Chuyển xã Ngối Cáy thuộc huyện Tuần Giáo về huyện Mường Ảng mới thành lập quản lý.

Ngày 26 tháng 8 năm 2019, HĐND tỉnh Điện Biên ban hành Nghị quyết số 124/NQ-HĐND về việc sáp nhập bản Co Cọ vào Bản Nong.